# Hjemløs
Hjemløs, en betegnelse for en borger uden en fast bolig, bopæl. Der skelnes mellem hjemløse og nomadekulturer, hvor en fast bolig ikke er normen. Hjemløshed er mest almindeligt i storbyer og disses forstæder.
Årsagen til hjemløsheden er ofte komplekse problemstillinger af psykisk eller social karakter. Antallet af hjemløse er i sagens natur vanskeligt at opgøre, men der findes forskellige opgørelser såvel i Danmark som internationalt.

## Antal
På verdensplan er den seneste globale opgørelse foretaget af FN i 2005. Ifølge denne blev det anslået, at antallet af hjemløse var omkring 100 mio., mens omtrent en milliard mennesker havde utilstrækkelige boligforhold.
I USA vurderede den amerikanske organisation "National Alliance to End Homelessness" i 2014, at der var 578.000 hjemløse.
På EU-plan vurderede Unicef, at antallet af hjemløse i 1998 var 3 mio.[kilde mangler]

### Danmark
SFI - Det Nationale Forskningscenter for Velfærd har hvert andet år siden 2007 kortlagt omfanget af hjemløse i Danmark. Opgørelsen inkluderer både de mennesker, som kommer på forsorgshjemmene samt de funktionelt hjemløse, oftest psykisk syge, som ikke kan klare at leve i deres bolig. 
I februar 2015 blev antallet angivet til 6.138 personer. Det var en stigning på 318 personer eller 5 % i forhold til den foregående kortlægning i 2013 og en stigning på 23 % siden 2009.
I 2017 er der 6.635 hjemløse i Danmark, hvoraf syv procent, omkring 465 personer, stammer fra Grønland. Hjemløse er omfattet af serviceloven § 110. I 2023 trådte en ny dansk lov om hjemløse i kraft.
I Danmark er der flere uafhængige organisationer, der hjælper hjemløse, blandt andet Projekt Udenfor og Kirkens Korshær, hvor sidstnævnte driver herberger og varmestuer.